# Gerolamo Marquese d'Andrea
Gerolamo Marquese d'Andrea (Nápoles, 12 de abril de 1812 - Roma, 14 de maio de 1868) foi um cardeal do século XIX.

## Biografia
Nasceu em Nápoles em 12 de abril de 1812. Filho do Marquês Giovanni d'Andrea (1776-1841), que foi Ministro das Finanças (1821-1822 e 1830-1841) do Reino das Duas Sicílias, e Lucrezia Rivera (1780-1837). Parente do cardeal Domenico Riviera (1733). Recebeu o sacramento do batismo em 14 de abril de 1812; e o sacramento da confirmação, 1823.
Estudou no Collège militaire de La Flèche, França; no Collegio dei Nobili, Roma, 1829; no Collegio Romano, Roma (filosofia por dois anos); na Pontifícia Academia dos Nobres Eclesiásticos, Roma, 1831-1833; no Archgymnasium of Rome, Roma (doutorado in utroque iuris , direito civil e direito canônico, 6 de agosto de 1833).
Ordenado em 4 de outubro de 1835. Prelado doméstico. Prelado referendário no Supremo Tribunal da Assinatura Apostólica, 22 de agosto de 1833. Relator da SC do Bom Governo, 1834-1836. Prelado adjunto da SC do Conselho Tridentino, 1834-1840. Segundo assessor do tribunal penal da Câmara Apostólica, 1836. Abbreviatore del Parco Maggiore , 1836-1852. Delegado apostólico na província de Viterbo, 1839-1840.
Eleito arcebispo titular de Melitene, 12 de julho de 1841. Consagrado, 18 de julho de 1841, na igreja de Ss. Carlo e Biagio ai Catinari, Roma, pelo cardeal Luigi Lambruschini, B., coadjuvado por Fabio Maria Asquini, arcebispo titular de Tarso, secretário da SC de Bispos e Regulares, e por Luigi Altieri, arcebispo titular de Efeso, núncio na Áustria. Na mesma cerimônia foram consagrados Michele Viale-Prelà, arcebispo titular de Cartago, e Antonio Benedetto Antonucci, bispo de Montefeltro. Núncio na Suíça, 30 de julho de 1841. Assistente do Trono Pontifício, 6 de agosto de 1841. Secretário da SC do Conselho Tridentino, 30 de agosto de 1845 a 1852. Comissário extraordinário na legação na Úmbria, 1849.
Criado cardeal sacerdote no consistório de 15 de março de 1852; recebeu chapéu vermelho e título de S. Agnese fuori le Mura, 18 de março de 1852. Abade commendatario perpetuo ed ordinario do mosteiro de São Bento e Escolástica de Subiaco, 23 de maio de 1853 a 1868. Prefeito da SC do Índice, julho 4, 1853; renunciou em 23 de julho de 1861; renúncia aceita pelo papa, 31 de julho de 1861. Promovido à ordem dos cardeais bispos e optou pela sede suburbicária de Sabina, mantendo o título in commendam, 28 de setembro de 1860. Quando, como prefeito da SC do Índice, se recusou a condenar um livro desfavorável aos poderes temporais da Santa Sé, e também algumas teses teológicas da Universidade de Louvain, foi proibido por breve apostólico de exercendo sua jurisdição sobre sua sede suburbicária e a abadia de Subiaco, em 12 de junho de 1866. Além disso, foi suspenso dos privilégios e insígnias do cardinalato em 29 de setembro de 1867. Apresentou sua retratação ao papa em 26 de dezembro de 1867. Restaurado ao cardinalato em 14 de janeiro de 1868.
Morreu em Roma em 14 de maio de 1868. Exposto na igreja paroquial de S. Giovanni dei Fiorentini, Roma; e de acordo com sua vontade, enterrado em seu título. Por decisão da Cúria Romana, nenhum marco de qualquer tipo foi colocado sobre ou perto de seu cemitério e assim permanece até hoje.